# IC 1670/1
IC 1670/1 је спирална галаксија у сазвијежђу Кит која се налази на листи објеката дубоког неба у Индекс каталогу.
Деклинација објекта је - 16° 48' 13" а ректасцензија 1h 18m 48,7s. Привидна величина (магнитуда) објекта IC 1670 износи 13,6 а фотографска магнитуда 14,4. IC 16701 је још познат и под ознакама IC 1670A, MCG -3-4-40, VV 779, IRAS 01163-1703, PGC 4707.